# Dierenriem van Dendera

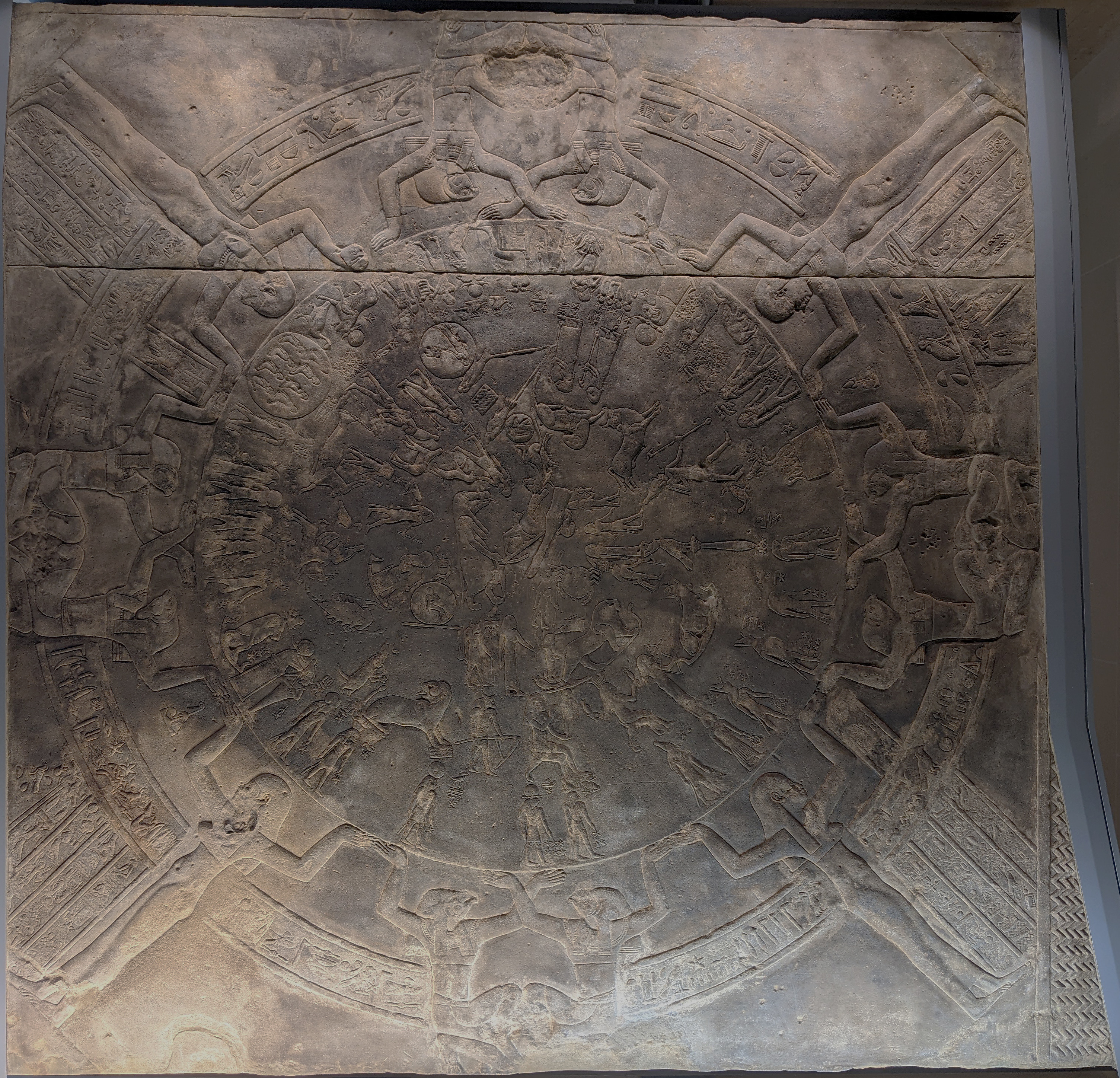
De dierenriem van Dendera zoals tentoongesteld in het Louvre

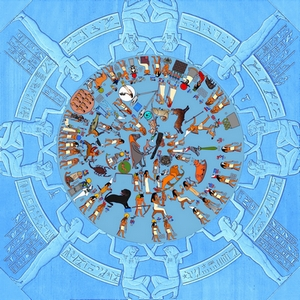
Denderah-dierenriem met originele kleuren (gereconstrueerd)

De gebeeldhouwde dierenriem van Dendera (of Denderah-dierenriem) is een algemeen bekend Egyptisch bas-reliëf op het plafond van de pronaos (of portiek) van een kapel gewijd aan Osiris in het tempelcomplex van Dendera. Het bevat afbeeldingen van Taurus (de stier) en Libra (de weegschaal). De bouw van deze kapel begon in de late Ptolemaïsche periode; De pronaos werd toegevoegd door keizer Tiberius. Om die reden dateerde Jean-François Champollion het reliëf in de Grieks-Romeinse periode, maar de meeste van zijn tijdgenoten dachten dat het uit het Nieuwe Rijk stamde. Het reliëf, dat John H. Rogers karakteriseerde als ‘de enige complete kaart die we hebben van een oude hemel’, is in het verleden geconstrueerd om de basis te vertegenwoordigen waarop latere astronomische systemen werden gebaseerd. Het is nu te bezichtigen in het Musée du Louvre in Parijs.

## Beschrijving
De hemelschijf is gecentreerd op de ster op de Noordpool, waarbij de Kleine Beer is afgebeeld als een jakhals. Een binnenste schijf bestaat uit sterrenbeelden die de tekens van de dierenriem weergeven. Sommige hiervan worden weergegeven in dezelfde Grieks-Romeinse iconografische vormen als hun bekende tegenhangers (bijv. de Ram, Stier, Schorpioen en Steenbok), terwijl andere worden weergegeven in een meer Egyptische vorm: Waterman wordt weergegeven als de vloedgod Hapi, die twee vazen vasthoudt waaruit water spuit. Rogers merkte de overeenkomsten op van onbekende iconologie met de drie overgebleven tabletten van een Seleucidische dierenriem en beide betrekking hebbend op kudurru ('grenssteen') voorstellingen: kortom, Rogers ziet de Dendera-dierenriem als "een complete kopie van de Mesopotamische dierenriem". Een vergelijking met ander pre-dierenriem astronomisch materiaal uit Mesopotamië leidde Hoffmann tot de suggestie dat de afbeelding een Babylonische sterrenkaart toont (en niet alleen de Babylonische dierenriem) met enkele Grieks-Egyptische toevoegingen en varianten. Vier vrouwen en vier paar figuren met valkenkoppen, die in een hoek van 45 graden ten opzichte van elkaar staan, houden de hemelschijf omhoog. De buitenste ring bevat 36 figuren die de 36 asterismen voorstellen die worden gebruikt om zowel de 36 veertig minuten durende 'uren' die het Egyptische jaar verdeelden, als de 36 tiendaagse 'weken' (decanen) van het Egyptische jaar (met uitzondering van 5 dagen) bij te houden. Het vierkant van het gehele beeldhouwwerk is gericht op de muren van de tempel.[3] Deze sculpturale weergave van de dierenriem in cirkelvorm is uniek in de oude Egyptische kunst. Typischer zijn de rechthoekige dierenriemen die de pronaos van dezelfde tempel sieren.

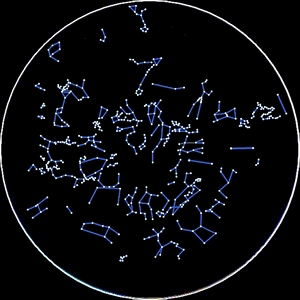
Zodiak van Denderah met de 48 sterrenbeelden van Claudius Ptolemaus duidelijk geïdentificeerd tussen de huidige 72 sterrenbeelden op deze dierenriem.

## Geschiedenis
Tijdens de Napoleontische campagne in Egypte tekende Vivant Denon de cirkelvormige dierenriem, de bekendste, en de rechthoekige dierenriemen. [verduidelijking nodig] In 1802, na de Napoleontische expeditie, publiceerde Denon gravures van het tempelplafond in zijn Voyage dans la Basse et la Haute Egypte.  Deze ontlokten een controverse over de leeftijd van de dierenriemvoorstelling, variërend van tienduizenden tot duizend jaar tot een paar honderd, en of de dierenriem een planisfeer of een astrologische kaart was. Sébastien Louis Saulnier, een antiekhandelaar, gaf Claude Lelorrain de opdracht om de cirkelvormige dierenriem te verwijderen met zagen, krikken, scharen en buskruit. Het dierenriemplafond werd in 1821 verplaatst naar het Restauratie Parijs en in 1822 door Lodewijk XVIII geïnstalleerd in de Koninklijke Bibliotheek (later de Nationale Bibliotheek van Frankrijk genoemd). In 1922 werd de dierenriem van daar naar het Louvre verplaatst. In 2022 startte Egyptoloog Zahi Hawass een petitie om het oude werk terug te brengen naar Egypte, samen met de Steen van Rosetta en andere artefacten.

## Dateren
De controverse rond de datering van de dierenriem, bekend als de "Dendera Affair", betrof mensen als Joseph Fourier (die schatte dat de leeftijd 2500 v.Chr. was). Champollion geloofde onder anderen dat het een religieuze dierenriem was. Champollion plaatste de dierenriem in de vierde eeuw na Christus. Georges Cuvier plaatste de datum tussen 123 na Christus en 147 na Christus. Zijn bespreking van de datering vat de redenering samen zoals hij die in de jaren 1820 begreep. Zonsverduistering op 7 maart 51 v.Chr. Maansverduistering op 25 september 52 v.Chr. Sylvie Cauville en Éric Aubourg dateerden het op 50 v.Chr. door een onderzoek naar de planetaire configuratie. Het beeldt de vijf planeten af die bekend waren bij de Egyptenaren, in een configuratie die eens in de duizend jaar voorkomt, en de identificatie van twee eclipsen. De zonsverduistering geeft de datum van 7 maart 51 v.Chr. aan: het wordt weergegeven door een cirkel met de godin Isis die een baviaan (de god Thoth) bij de staart vasthoudt. De maansverduistering geeft de datum van 25 september 52 v.Chr. aan: het wordt weergegeven door een Oog van Horus dat in een cirkel is opgesloten.

## Verder lezen
- Sébastien Louis Saulnier, Claude Lelorrain, Notice sur le voyage de M. Lelorrain en Égypte, Éditions Sétier, 1822.
- Nicolas B. Halma, Examen et explication du zodiaque de Denderah comparé au globe céleste antique d'Alexandrie, Éditions Merlin, 1822.
- J. Chabert, L. D. Ferlus, Mahmoud Saba, Explication du zodiaque de Denderah (Tentyris), Éditions Guiraudet, 1822.
- Jean Saint-Martin, Notice sur le zodiaque de Denderah, Éditions C.J. Trouvé, 1822.
- Jean-Baptiste Biot, Recherches sur plusieurs points de l'astronomie égyptienne appliquées aux monuments astronomiques trouvés en Égypte, Firmin Didot, 1823.
- Charles de Hesse, La pierre zodiacale du Temple de Dendérah, Éditions André Seidelin, 1824.
- Jacques-Joseph Champollion-Figeac, Égypte ancienne, Firmin Didot, 1832.
- Jean-Baptiste Prosper Jollois; René Édouard de Villiers du Terrage, Recherches sur les bas-reliefs astronomiques des Égyptiens, Carilian-Goeury, 1834.
- Letronne Antoine-Jean, Analyse critique des représentations zodiacales de Dendéra et d'Esné, Imprimerie Royale, 1855.
- Franz Joseph Lauth, Les zodiaques de Denderah, Éditions C. Wolf et Fils, 1865.
- Éric Aubourg, "La date de conception du zodiaque du temple d'Hathor à Dendérah", Bulletin de l’Institut Français d’Archéologie Orientale, 95 (1995), 1–10.
- Sylvie Cauville :
  - Le temple d'Isis à Dendéra, BSFE 123, 1992.
  - Le temple de Dendérah, IFAO, 1995.
  - Le zodiaque d'Osiris, Peeters, 1997 (corr. 2nd ed. 2015).
  - L'Œil de Ré, Pygmalion, 1999.
- Jed Z. Buchwald, "Egyptian Stars under Paris Skies", Engineering & Science, 66 (2003), nr. 4, 20–31.
- Jed Z. Buchwald & Diane Greco Josefowicz, The Zodiac of Paris: How an Improbable Controversy over an Ancient Egyptian Artifact provoked a Modern Debate between Religion and Science, Princeton University Press, 2010.

## Vertaling
Vertaald uit van Denderah-disc